# Kanał na Stępce

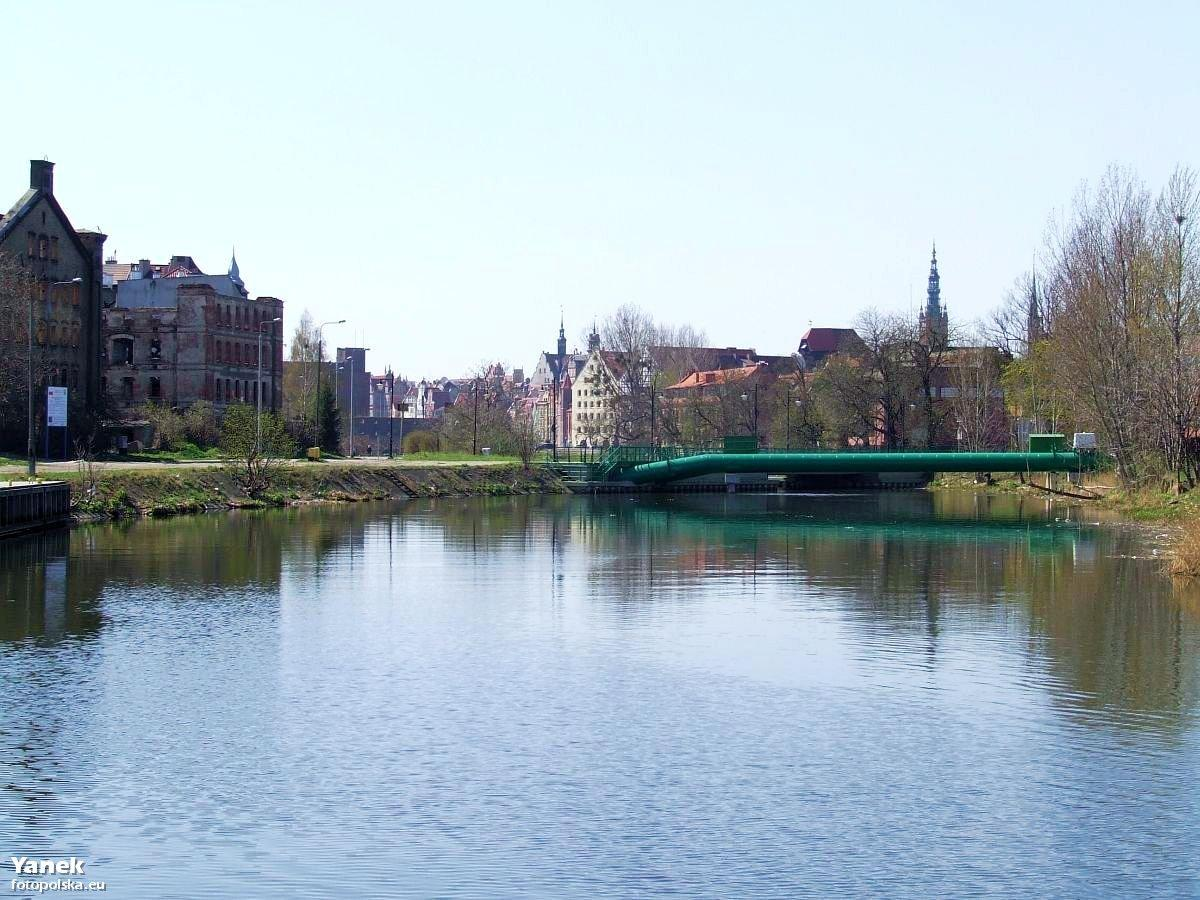
Widok od Motławy

Kanał na Stępce – kanał w Śródmieściu Gdańska, o długości 600 metrów. Opływa wyspę Ołowiankę od wschodu. Kanał w większej części nie jest zagospodarowany.

## Położenie
Od południa kanał rozpoczyna się na wodach Nowej Motławy. Nad wejściem do niego znajduje się Most Kamieniarski. Uchodzi pod drugim mostem do Starej Motławy, w pobliżu jej końcowego nurtu. 
Wzdłuż kanału biegnie ulica Na Stępce. Jego południowy wlot zlokalizowany jest przy gdańskiej marinie.

## Historia
W 1576 został wykopany Kanał Ciesielski (Zimmermacher Graben, 1595), zwany też Stępkarskim (Kielgraben, od warsztatów szkutniczych), obecnie zwany Kanałem na Stępce, który oddzielił od pozostałej części dawnej Szafarni Ołowiankę i utworzył z niej wyspę.
W 2020 zostało oddane do użytku osiedle Riverview (siedem budynków), zwrócone na kanał.